# Films américains sortis en 1919
Listes de films américains
- 1915
- 1916
- 1917
- 1918
- 1919
- 1920
- 1921
- 1922
- 1923

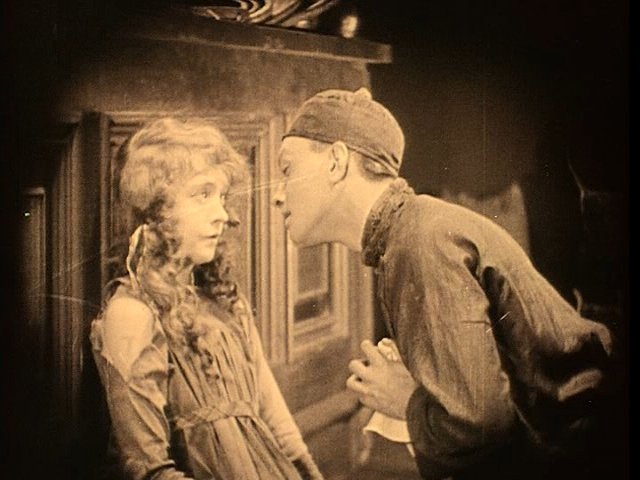
Broken Blossoms avec Lillian Gish et Richard Barthelmess.

Liste (non exhaustive) de films américains sortis en 1919. 

## A-Z
| Titre                                               | Réalisateur                       | Distribution                             | Genre                  | Notes                 |
| --------------------------------------------------- | --------------------------------- | ---------------------------------------- | ---------------------- | --------------------- |
| Anne of Green Gables                                | William Desmond Taylor            | Mary Miles Minter, Paul Kelly            |                        |                       |
| Ask Father                                          | Hal Roach                         | Harold Lloyd, Bebe Daniels               | Comédie                |                       |
| At the Old Stage Door                               | Hal Roach                         | Harold Lloyd, Bebe Daniels               | Comédie                |                       |
| The Avalanche                                       | George Fitzmaurice                | Elsie Ferguson, Lumsden Hare             | Drame                  |                       |
| Back Stage                                          | Fatty Arbuckle                    | Fatty Arbuckle, Buster Keaton            | Short                  |                       |
| Back to the Woods (Harold chasse les grands fauves) | Hal Roach                         | Harold Lloyd, Bebe Daniels               | Comédie                |                       |
| Be My Wife                                          | Hal Roach                         | Harold Lloyd, Bebe Daniels               | Comédie                |                       |
| Before Breakfast                                    | Hal Roach                         | Harold Lloyd, Bebe Daniels               | Comédie                |                       |
| Better Times                                        | King Vidor                        | David Butler, ZaSu Pitts                 |                        |                       |
| Billy Blazes, Esq.                                  | Hal Roach                         | Harold Lloyd, Bebe Daniels               | Comédie                |                       |
| Blind Husbands                                      | Erich von Stroheim                | Erich von Stroheim, Francelia Billington | Drame, film d'amour    |                       |
| Bolshevism on Trial                                 | Harley Knoles, Lewis J. Selznick. | Robert Frazer                            |                        |                       |
| Broken Blossoms                                     | D. W. Griffith                    | Lillian Gish, Richard Barthelmess        |                        |                       |
| Bumping Into Broadway                               | Hal Roach                         | Harold Lloyd, Bebe Daniels               | Comédie                |                       |
| Captain Kidd's Kids                                 | Hal Roach                         | Harold Lloyd, Bebe Daniels               | Comédie                |                       |
| The Challenge of Chance                             |                                   | Harry von Meter                          |                        |                       |
| Chop Suey & Co.                                     | Hal Roach                         | Harold Lloyd, Snub Pollard, Bebe Daniels | Comédie                |                       |
| Count the Votes                                     | Hal Roach                         | Harold Lloyd, Snub Pollard, Bebe Daniels | Comédie                |                       |
| Count Your Change                                   | Alfred J. Goulding                | Harold Lloyd, Snub Pollard, Bebe Daniels | Comédie                |                       |
| Crack Your Heels                                    | Alfred J. Goulding                | Harold Lloyd, Snub Pollard, Bebe Daniels | Comédie                |                       |
| The Crow                                            | B. Reeves Eason                   | Hoot Gibson, Arthur Mackley              | Western                |                       |
| Daddy-Long-Legs                                     | Marshall Neilan                   | Mary Pickford                            | Drame                  |                       |
| The Day She Paid                                    |                                   | Harry von Meter                          |                        |                       |
| A Day's Pleasure                                    | Charlie Chaplin                   | Charlie Chaplin, Edna Purviance          | Court métrage          |                       |
| Un délicieux petit diable                           | Robert Z. Leonard                 | Mae Murray, Rudolph Valentino            |                        |                       |
| Don't Change Your Husband                           | Cecil B. DeMille                  | Gloria Swanson, Elliott Dexter           | Comédie                |                       |
| Don't Shove                                         | Alfred J. Goulding                | Harold Lloyd, Bebe Daniels, Bud Jamison  | Comédie                |                       |
| The Dutiful Dub                                     | Alfred J. Goulding                | Harold Lloyd, Snub Pollard, Bebe Daniels | Comédie                |                       |
| The Echo of Youth                                   | Ivan Abramson                     | Charles Richman, Leah Baird              | Drame                  |                       |
| The False Faces                                     | Irvin Willat                      | Henry B. Walthall, Lon Chaney            | Drame                  |                       |
| The Fighting Heart                                  | B. Reeves Eason                   | Jack Perrin, Hoot Gibson, Josephine Hill | Western                |                       |
| The Fighting Line                                   | B. Reeves Eason                   | Art Acord                                | Western                |                       |
| The Four-Bit Man                                    | B. Reeves Eason                   | Hoot Gibson, Jack Perrin, Josephine Hill | Western                |                       |
| De la coupe aux lèvres (From Hand to Mouth)         | Alfred J. Goulding, Hal Roach     | Harold Lloyd, Mildred Davis              | Comédie                |                       |
| The Girl with No Regrets                            |                                   | Harry von Meter                          |                        |                       |
| Going! Going! Gone!                                 | Gilbert Pratt                     | Harold Lloyd, Snub Pollard, Bebe Daniels | Comédie                |                       |
| The Grim Game                                       | Irvin Willat                      | Harry Houdini                            |                        |                       |
| A Gun Fightin' Gentleman                            | John Ford                         | Harry Carey, J. Barney Sherry            | Western                |                       |
| Hawthorne of the U.S.A. (en)                        | James Cruze                       | Wallace Reid, Lila Lee                   | Comédie                |                       |
| He Leads, Others Follow                             | Hal Roach                         | Harold Lloyd                             |                        |                       |
| Heap Big Chief                                      |                                   | Harold Lloyd                             |                        |                       |
| Heart o' the Hills                                  | Joseph De Grasse                  | Mary Pickford, Harold Goodwin            | Film dramatique        |                       |
| His Majesty, the American                           | Joseph Henabery                   | Douglas Fairbanks, Marjorie Daw          | Comédie                |                       |
| His Only Father                                     | Hal Roach                         | Harold Lloyd                             |                        |                       |
| The Homesteader                                     | Oscar Micheaux                    | Evelyn Preer                             |                        |                       |
| I'm on My Way                                       |                                   | Harold Lloyd                             |                        |                       |
| The Jack of Hearts                                  | B. Reeves Eason                   | Hoot Gibson                              | Western                |                       |
| A Jazzed Honeymoon                                  | Hal Roach                         | Harold Lloyd                             |                        |                       |
| Just Dropped In                                     | Hal Roach                         | Harold Lloyd                             |                        |                       |
| Just Neighbors                                      |                                   | Harold Lloyd                             |                        |                       |
| The Kid and the Cowboy                              | B. Reeves Eason                   | Art Acord                                | Western                |                       |
| The Knickerbocker Buckaroo                          | Albert Parker                     | Douglas Fairbanks, William Wellman       | Western                |                       |
| The Life Line                                       | Maurice Tourneur                  | Jack Holt, Wallace Beery                 | Film dramatique        |                       |
| Lightning Bryce                                     |                                   | Jack Hoxie, Ann Little                   |                        | Série de 15 chapitres |
| Look Out Below                                      | Hal Roach                         | Harold Lloyd                             |                        |                       |
| The Lone Wolf's Daughter                            | William P. S. Earle               | Bertram Grassby, Louise Glaum            | Film policier Thriller | Long métrage          |
| The Lost Battalion                                  | Burton L. King                    |                                          |                        |                       |
| Love's Prisoner                                     | John Francis Dillon               | Olive Thomas, Ann Kroman                 | Policier               |                       |
| Male and Female                                     | Cecil B. DeMille                  | Gloria Swanson                           |                        |                       |
| A Man's Fight                                       |                                   | Harry von Meter                          |                        |                       |
| The Marathon                                        |                                   | Harold Lloyd                             |                        |                       |
| The Miracle Man                                     | George Loane Tucker               | Lon Chaney, Betty Compson                | Film dramatique        |                       |
| My Lady's Garter                                    | Maurice Tourneur                  | Wyndham Standing, Sylvia Breamer         | Détective              |                       |
| Never Touched Me                                    |                                   | Harold Lloyd                             |                        |                       |
| Next Aisle Over                                     |                                   | Harold Lloyd                             |                        |                       |
| Nine-Tenths of the Law                              | B. Reeves Eason                   |                                          |                        |                       |
| Off the Trolley'                                    |                                   | Harold Lloyd                             |                        |                       |
| On the Fire                                         | Hal Roach                         | Harold Lloyd                             |                        |                       |
| Pay Your Dues                                       | Hal Roach                         | Harold Lloyd                             |                        |                       |
| Pistols for Breakfast                               |                                   | Harold Lloyd                             |                        |                       |
| Poor Relations                                      | King Vidor                        |                                          |                        |                       |
| The Rajah                                           | Hal Roach                         | Harold Lloyd                             |                        |                       |
| Ring Up the Curtain                                 | Alfred J. Goulding                | Harold Lloyd                             |                        |                       |
| The Roaring Road                                    | James Cruze                       | Wallace Reid, Ann Little                 | Romance                |                       |
| A Rogue's Romance                                   |                                   | Harry von Meter                          |                        |                       |
| Sahara                                              | Arthur Rosson                     | Louise Glaum, Matt Moore                 | Film dramatique        |                       |
| Si, Senor                                           |                                   | Harold Lloyd                             |                        |                       |
| A Society Exile (en)                                | George Fitzmaurice                | Elsie Ferguson, Zeffie Tilbury           | Film dramatique        |                       |
| Soft Money                                          | Hal Roach                         | Harold Lloyd                             |                        |                       |
| Spring Fever                                        | Hal Roach                         | Harold Lloyd                             |                        |                       |
| Sunnyside                                           |                                   | Charlie Chaplin                          |                        |                       |
| Swat the Crook                                      |                                   | Harold Lloyd                             |                        |                       |
| The Tell Tale Wire                                  | B. Reeves Eason                   | Hoot Gibson                              | Western                |                       |
| The Test of Honor                                   | John S. Robertson                 | John Barrymore, Constance Binney         | Film dramatique        |                       |
| True Heart Susie                                    |                                   | Lillian Gish, Bobby Harron               |                        |                       |
| The Turn in the Road                                | King Vidor                        |                                          |                        |                       |
| The Valley of the Giants                            | James Cruze                       | Wallace Reid, Grace Darmond              | Film dramatique        |                       |
| Victory                                             | Maurice Tourneur                  | Jack Holt, Seena Owen                    | Aventure               |                       |
| Wanted - $5,000                                     | Gilbert Pratt                     | Harold Lloyd                             |                        |                       |
| When the Clouds Roll By                             | Victor Fleming & Theodore Reed    | Douglas Fairbanks                        |                        |                       |
| The White Heather                                   | Maurice Tourneur                  | Holmes Herbert, Ben Alexander            | Film dramatique        |                       |
| The Wicked Darling                                  | Tod Browning                      | Priscilla Dean, Lon Chaney               | Film dramatique        |                       |
| The Witness for the Defense (en)                    | George Fitzmaurice                | Elsie Ferguson, Warner Oland             | Film dramatique        |                       |
| Yankee Doodle in Berlin                             | F. Richard Jones                  | Bothwell Browne, Ford Sterling           | Comédie                | Long métrage          |
| You're Fired                                        | James Cruze                       | Wallace Reid, Wanda Hawley               | Comédie                |                       |
| Young Mr. Jazz                                      | Hal Roach                         | Harold Lloyd                             |                        |                       |